# Universitätsbibliothek der Universität Wien

Großer Lesesaal der Hauptbibliothek der UB Wien

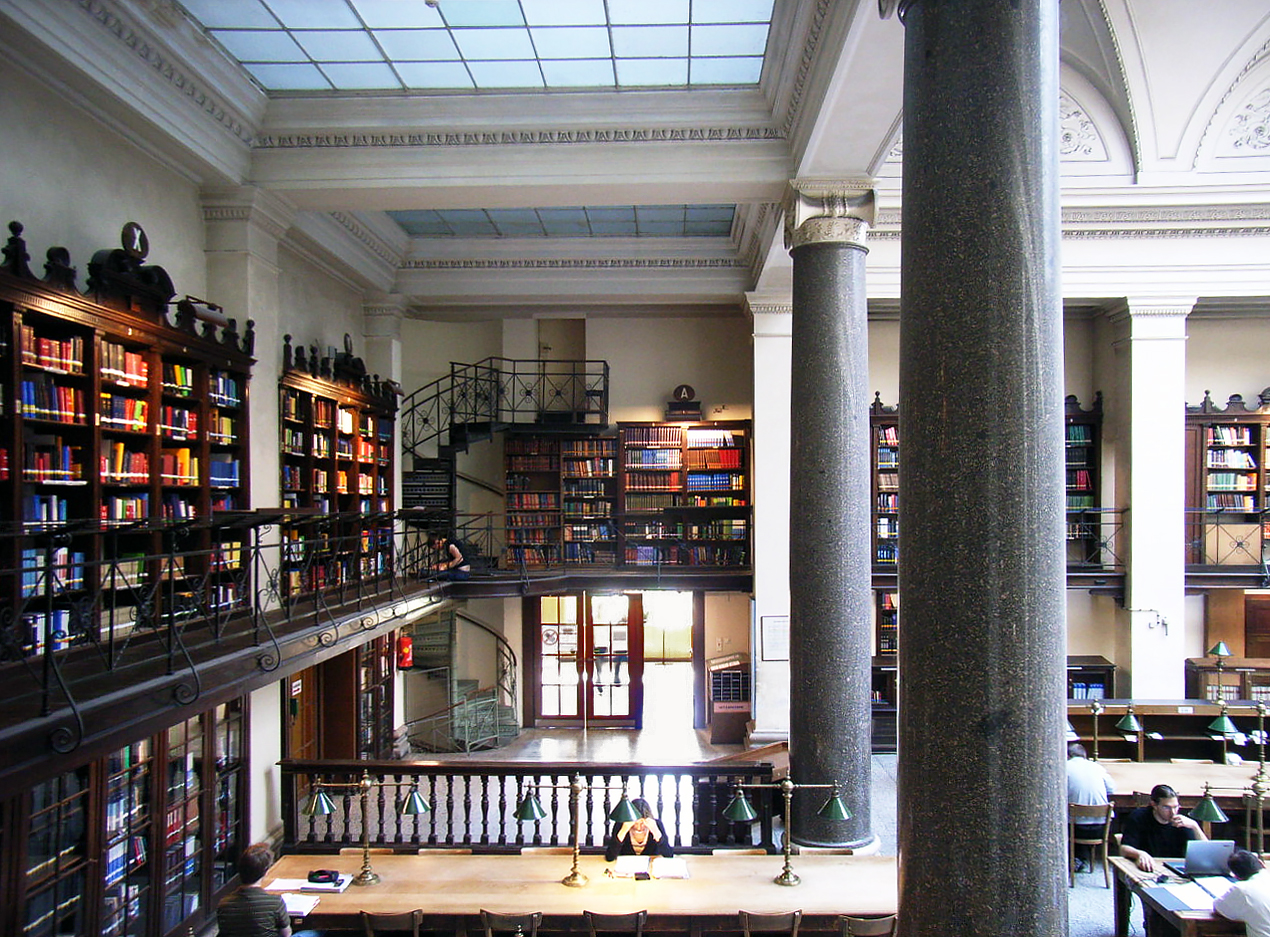
Großer Lesesaal der Hauptbibliothek der UB Wien, Eingang

Die Universitätsbibliothek der Universität Wien (UB Wien) wurde 1365 gegründet und ist somit die älteste Universitätsbibliothek im deutschen Sprachraum. Sie besteht aus der am Universitätsring im Hauptgebäude der Universität Wien untergebrachten Hauptbibliothek sowie knapp 40 Fachbibliotheken an Standorten in ganz Wien. Sie dient den Forschenden, Lehrenden und Studierenden der Universität Wien als zentrale Informations- und Servicestelle für wissenschaftliche Recherche, akademische Forschungsunterstützung und Informationskompetenz (z. B. in Form von Schulungen).

## Aufgaben und Services
In erster Linie unterstützt die Universitätsbibliothek die Angehörigen der Universität Wien durch Bereitstellung hochwertiger wissenschaftlicher Quellen und aktueller Informationen bei Forschung, Lehre und Studium. Als Ort des freien Zugangs zu Wissen und Information steht sie zudem der interessierten Öffentlichkeit zur Verfügung.
Die Benützung von Literatur in den Lesesälen ist für alle Personen auch ohne Bibliotheksausweis möglich. Ein Bibliotheksausweis ist erforderlich, um Bücher und andere Medien zu entlehnen. Als „Digitale Bibliothek“ bietet die Universitätsbibliothek Wien über ihre Webseite direkten Zugang zu zahlreichen elektronischen Ressourcen wie z. B. E-Books und E-Journals, Online-Katalogen und Datenbanken.

## Geschichte

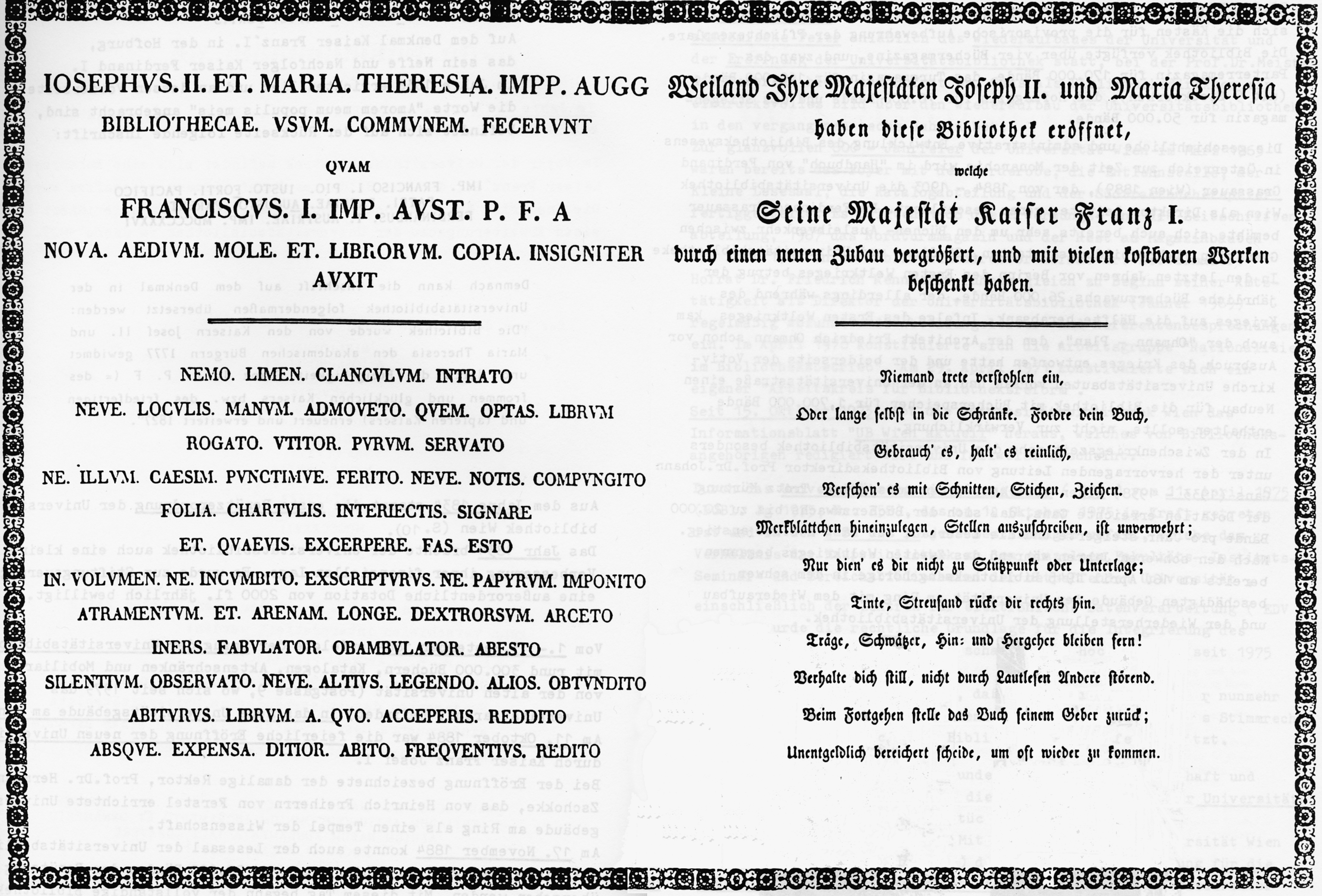
Erste Bibliotheksordnung, 1834

Das Schicksal der Universitätsbibliothek war schon seit der Bibliotheksgründung am 12. März 1365 durch Herzog Rudolf IV. immer eng mit dem der Universität Wien verknüpft. Im Stiftbrief war eine publica libraria vorgesehen, wo die nachgelassenen Bücher verstorbener Universitätsmitglieder – darunter etliche wertvolle Manuskripte und Inkunabeln – gesammelt werden sollten. Durch zahlreiche Legate wurde diese Sammlung in Folge stark vermehrt und bildete den Grundstock der alten „Libreye“, die an der Stelle des heutigen Universitätsplatzes angesiedelt war. Hinzu kamen noch Bestände der einzelnen Fakultätsbibliotheken und des Herzogskollegs.
Bedingt durch die Türkenkriege und die Pestepidemien nahm der Stellenwert der Universität Wien und somit auch ihrer Bibliothek im 16. und 17. Jahrhundert stark ab. Schließlich übernahm die Klosterbibliothek der Jesuiten die Aufgaben der Universitätsbibliothek, deren letzte Bestände – 2.787 Werke – im Jahr 1756 der Hofbibliothek einverleibt wurden.
Unter Maria Theresia erfolgte die Neugründung der Bibliothek. Nach der Aufhebung des Jesuitenordens (1773) wurde aus deren Büchersammlungen und einer großen Zahl von Dubletten der damaligen Hofbibliothek (heute: Österreichische Nationalbibliothek) im Jahre 1777 die neue Akademische Bibliothek eröffnet. Der Anfangsbestand umfasste rund 45.000 Bücher und sollte während der josephinischen Klosteraufhebungen bald beträchtlich erweitert werden. Im Gegensatz zu ihren Vorläufern war die neue Bibliothek nun allgemein zugänglich.
Von 1827 bis 1829 erhielt die Bibliothek jenen klassizistischen Anbau (Postgasse 9) an das Akademische Kolleg, in dem sie bis 1884 untergebracht sein sollte. In diesem Jahr erfolgte die Übersiedlung der Hauptbibliothek mit etwa 300.000 Bänden in das neue, von Architekt Heinrich von Ferstel erbaute Hauptgebäude am Ring, wo Magazine für etwa 500.000 Bände bereitstanden. Bei einem Jahreszuwachs von bis zu 30.000 Bänden waren die Raumreserven jedoch bald erschöpft. Es mussten immer wieder Erweiterungen der Bücherspeicher erfolgen.
20. Jahrhundert
Während des Zweiten Weltkriegs wurde der Buchbestand in bombengeschützte Räume in Niederösterreich ausgelagert; durch Transport, schlechte Lagerung und andere kriegsbedingte Komplikationen gingen viele Bücher verloren oder wurden beschädigt. 1951 war der Wiederaufbau des bombenbeschädigten Gebäudes am Ring im Wesentlichen abgeschlossen, und dem Lesesaal wurde ein höherer Boden eingezogen um Raum für ein zusätzliches Magazin zu gewinnen.
In den 1960er Jahren wurden im Neuen Institutsgebäude (NIG) einzelne Räume für die Universitätsbibliothek geschaffen, doch dieser Raumgewinn war eigentlich ein Rückschlag: ursprünglich hätte das NIG ein reines Bibliotheksgebäude werden sollen.
Als im Jahr 1998 die Magazine so voll waren, dass für neue Bücher kein Platz mehr vorhanden war, wurden die Räume der ehemaligen Niederösterreichischen Landesbibliothek in der Teinfaltstraße 8 angemietet und etwa 300.000 Bücher dorthin ausgelagert.
Im Lauf der Jahre erfolgten auch Angliederungen ganzer Bestände, wie 2004 jene der Österreichischen Zentralbibliothek für Physik.
Der Bestand der Hauptbibliothek wurde in ein neues Bücherdepot im 21. Bezirk übersiedelt, das seit Februar 2025 in Betrieb ist.
Von Jänner 2025 bis voraussichtlich Frühjahr 2027 wird die Hauptbibliothek der Universitätsbibliothek Wien renoviert.

## Direktorinnen und Direktoren
Liste der Bibliotheksdirektorinnen und -direktoren seit der Neugründung durch Maria Theresia (in Klammer die jeweiligen Amtszeiten):
- Franz Stephan Rautenstrauch (1775–1785)
- Johann Wilhelm Ridler (1814–1834)
- Franz Lechner (1838–1851)
- Joseph Diemer (1851–1869)
- Johann Wussin (1869–1874)
- Friedrich Leithe (1874–1884)
- Ferdinand Grassauer (1884–1903)
- Wilhelm Haas (1903–1910)
- Isidor Himmelbaur (1910–1919)
- Salomon Frankfurter (1919–1923)
- Gottlieb August Crüwell (1923–1931)
- Heinrich Röttinger (1932–1933)
- Johann Gans (1933–1938)
- Alois Jesinger (1938–1945)
- Johann Gans (1945–1951)
- Rudolf Dettelmaier (1952–1968)
- Friedrich Rennhofer (1969–1980)
- Ferdinand Baumgartner (1981–1993)
- Ilse Dosoudil (1993–2003)
- Maria Seissl (2004–2024; 2003–2004 provisorisch)
- Andreas Brandtner (seit 2024)

## Die Bibliothek in Zahlen

Ältestes Werk an der UB Wien: "Dorotheerbibel" (Biblia manuscripta, erste Seite), 1392.
Werk im Bestandskatalog: https://ubdata.univie.ac.at/AC16383568

Die Universitätsbibliothek Wien ist die größte wissenschaftliche Bibliothek Österreichs (Zahlen mit Stand 2023):
| Bücherbestand gesamt                 | 7.782.104  |
| ...davon an der Hauptbibliothek      | 2.936.580  |
| ...davon an dezentralen Bibliotheken | 4.845.524  |
| E-Journals                           | 155.072    |
| E-Books                              | 1.808.095  |
| Entlehnungen und Verlängerungen      | 2.981.919  |
| Elektronische Volltextnutzung        | 6.767.810  |
| u:search-Suchanfragen                | 11.349.382 |

Das älteste Buch des Bestandes ist die Dorotheerbibel (1392).

## Institutionsstruktur
Seit der Regierungszeit Maria Theresias war die Universitätsbibliothek und demnach die Bibliotheksleitung direkt dem Minister unterstellt. Diese Bestimmung änderte sich erst im Jahr 2000, seit welchem die Universitätsbibliothek nicht mehr dem Ministerium, sondern dem Rektorat der Universität Wien untersteht.
Mit Inkrafttreten des UG 2002 (im Jänner 2004) wurde die Hauptbibliothek gemeinsam mit dem Archiv der Universität Wien und den knapp 40 Fachbibliotheken (entstanden aus ehemaligen Fakultäts-, Fach- und Institutsbibliotheken) zur "Dienstleistungseinrichtung Bibliotheks- und Archivwesen" zusammengefasst.